# OMEGA
L'OMEGA (Osservatorio per la Mineralogia, l'Acqua, i Ghiacci e l'Attività) è lo spettrometro ad immagine visibile-infrarosso della missione spaziale ESA Mars Express, lanciata nel giugno del 2003 ed entrata in orbita marziana il 25 dicembre dello stesso anno. Fornisce spettri della superficie e dell'atmosfera nella banda 0,5 - 5,2 µm con una risoluzione spaziale variabile tra 350 metri e 10 km.
OMEGA è composto da due strumenti distinti osservanti lo stesso piano focale, l'uno dedicato al visibile (VIS) nella banda 0,35 - 1 µm con una risoluzione spettrale di ~5 nm, e l'altro dedicato all'infrarosso vicino (NIR) nella banda 1 - 5 µm, anch'esso diviso in due rivelatori con una risoluzione spettrale di 13 nm, fino a 2,7 µm e 26 nm per lunghezze d'onda superiori.
Le osservazioni di OMEGA permettono una mappatura mineralogica, una dettagliata esplorazione geologica nonché dei processi che modificano la superficie. La sua risoluzione spettrale permette anche un'analisi dei fenomeni atmosferici, quali abbondanza e variabilità delle specie minori, aerosol e le loro distribuzioni verticali.
OMEGA è stato sviluppato dall'IAS (Francia) e dal LESIA (Francia) con il supporto del CNES (Francia) e la partecipazione dell'IFSI (Italia) e dell'IKI (Russia).